# Mauritz Dietrich Anton Droste zu Senden
Mauritz Dietrich Anton Droste zu Senden (* 5. Januar 1683; † 8. Januar 1723 in Münster) war Domherr in Münster und Paderborn.

## Leben

### Herkunft und Familie
Mauritz Dietrich Anton Droste zu Senden wuchs als Sohn des Jobst Adolf Droste zu Senden und seiner Gemahlin Dorothea Elisabeth von Nagel zu Vornholz (1654–1705, Tochter des Generals Dietrich Hermann von Nagel) zusammen mit seinen Geschwistern Johann Ferdinand (Erbherr), Johann Karl, Levin Christoph (Domherr in Hildesheim), Anna Katharina (Kanonisse in Asbeck), Petronella und Isabella (Dechantin in Nottuln) in der uralten westfälischen Adelsfamilie Droste zu Senden auf.

### Werdegang und Wirken
Nach einem Biennium in Rom erhielt Mauritz Dietrich im Jahre 1703 durch päpstlichen Zuspruch eine Dompräbende in Münster. Am 25. Juli 1706 wurde er zum Subdiakon geweiht und hatte damit die erste Stufe des Weihesakraments erreicht. 1708 erhielt Mauritz Dietrich durch den Turnar eine weitere Präbende in Paderborn.